# Tommaso Allan
Tommaso Allan (Vicenza, 26 d'abril de 1993) conegut també com a Tommy Allan és un jugador de rugbi italià que pot jugar d'obertura, centre o davanter, i jugador de la USA Perpinyà i de la selecció italiana.

## Primers anys
Tommaso Allan procedeix d'una família rugbística; tant el seu pare, l'escocès William Allan, com la seva mare, la italiana Paola Berlato, van jugar a Itàlia, mentre que el seu oncle John Allan va assolir 9 caps amb Escòcia. Encara que el seu pare era elegible per representar a Escòcia a nivell absolut, va preferir representar a Itàlia.

## Carrera
Allan va formar part de l'Acadèmia dels London Wasps l'any 2011 abans de capitanejar l'equip de rugbi de RGS High Wycombe. Va guanyar el campionat provincial sub-19 mentre jugava per Western Province a Sud-àfrica i a la fi del seu contracte allí va fitxar per la USA Perpinyà.
El 9 d'octubre de 2013, Allan va ser triat en l'equip de 35 jugadors per jugar els test d'hivern de 2013, la qual cosa va portar a la Scottish Rugbi Union a demanar a Tommaso que decidís per a quina selecció volia jugar. Malgrat que Allan va jugar amb Escòcia a nivell sub-17, sub-18 i sub-20, va decidir triar la selecció azurri. Va fer el seu debut amb Itàlia sortint de la banqueta per marcar enfront d'Austràlia a Torí el 9 de novembre de 2013, en la setmana inicial dels tests.
Allan va començar els primers tres partits d'Itàlia del Sis Nacions de 2014 contra Gal·les, França i Escòcia.
El 2015, Allan fou escollit per formar part de la selecció italiana per a la Copa mundial d'Anglaterra 2015. En el primer partit del campionat, una derrota enfront de França, va aconseguir 5 punts amb una conversió i un cop de càstig. En el minut 78 del partit, va sortir del partit sent substituït per Carlo Canna. En el partit contra Canadà, que va acabar amb victòria italiana 18-23, Allan va aconseguir 13 punts gràcies a dues conversions i tres cops de càstig. Seus van ser els únics punts que va aconseguir Itàlia en la seva derrota enfront d'Irlanda, 16-9, gràcies a tres cops de càstig. Allan va anotar un assaig en la victòria del seu equip sobre Romania 32-22, a més de convertir tres assajos i passar dos cops de càstig.